# Henry Felton (2e baronnet)
Henry Felton, 2e baronnet (27 juillet 1619 - 20 octobre 1690) est un homme politique anglais qui siège à la Chambre des communes entre 1656 et 1679.

## Biographie
Il est le fils d'Henry Felton, 1er baronnet de Playford, dans le Suffolk, et de son épouse Dorothy Bacon, veuve de Bassingbourne Gawdy. Il hérite du titre de baronnet à la mort de son père en 1624.
En 1656, il est élu député du Suffolk au Parlement du deuxième protectorat. Il est réélu député du Suffolk en 1659 au Parlement du troisième protectorat.
En 1660, il est élu député du Suffolk au Parlement de la Convention. Il est réélu en 1661 pour le Parlement Cavalier et siège jusqu'en 1679.
Il épouse Susannah Tollemache, fille de Lionel Tollemache (2e baronnet) (en). Ils ont cinq fils, dont trois lui succèdent comme baronnet et trois filles.